# تيجادا (برغش)
بلدية تيجادا (بالإسبانية: Tejada)‏، هي إحدى بلديات مقاطعة برغش، التي تقع في منطقة قشتالة وليون، والتي تقع في شمال غرب إسبانيا.